# デイヴィッド・アースキン (第9代バカン伯爵)
第9代バカン伯爵デイヴィッド・アースキン（英語: David Erskine, 9th Earl of Buchan PC、1672年 – 1745年10月14日）は、スコットランド貴族。

## 生涯
第3代カードロス卿ヘンリー・アースキンとキャサリン・ステュアート（Catherine Stewart、サー・ジェームズ・ステュアートの娘）の息子として、1672年に生まれた。
1693年5月21日に父からカードロス卿の爵位を継承、6月2日にスコットランド議会議員に就任した。
1695年に父方の曽祖父ヘンリーの兄ジェームズの孫にあたる第8代バカン伯爵ウィリアム・アースキンが死去すると、バカン伯爵の爵位を継承した。第8代バカン伯爵の姉マーガレットの息子が異議を唱えたが、スコットランド議会は1698年にデイヴィッドの爵位継承を承認した。
1697年、スコットランド枢密院の枢密顧問官に任命された。1702年にはブラックネス城総督に任命されたが、スコットランド王国とイングランド王国の合同に反対したため、1707年に全ての官職から解任された。1710年にブラックネス城総督に復帰、1714年にスコットランド警察卿（Lord of Police）の1人になり、1734年まで務めた。
ホイッグ党の一員としてハノーヴァー朝の王位継承を強く支持したため、1715年にスターリングシャー統監とクラックマナンシャー統監に任命され、スコットランド貴族代表議員にも当選した（いずれも1734年まで在任）。1729年、スコットランド教会総会への勅使を務めた。
1745年10月14日にロンドンで死去、17日にハムステッドで埋葬された。息子ヘンリー・デイヴィッドが爵位を継承した。

## 家族
1697年2月11日、フランシス・フェアファクス（Frances Fairfax、1719年7月31日没、ヘンリー・フェアファクスの娘）と結婚、7男2女をもうけた。
- キャサリン・アン（Katherine Anne、1697年 – 1733年3月5日） - 1724年10月25日、ウィリアム・フレイザー（英語版）（1691年 – 1727年）と結婚、子供あり
- ヘンリー・デイヴィッド（1699年9月21日 – ?） - 夭折
- フランシス（Frances、1700年 – 1774年） - ジェームズ・ガーディナー（英語版）（1745年没）と結婚、子供あり
- デイヴィッド（1703年4月22日 – ?） - 夭折
- ヘンリー・デイヴィッド（1710年 – 1767年） - 第10代バカン伯爵
- フェアファクス（1712年2月8日 – 1735年） - アナベラ・マニング（Annabella Manning）と結婚
- ジョージ・ルイス（George Lewis、1714年 – 1744年）
- エドワード（1714年 – ?） - 夭折
- フレデリック（1715年 – ?） - 夭折

1743年9月15日、イサベラ・ブラッケット（Isabella Blackett、1763年5月14日没、初代準男爵サー・ウィリアム・ブラッケットの娘）と再婚した。